# 戴蒙德波因特 (紐約州)
戴蒙德波因特（英語：Diamond Point）是位於美國紐約州沃倫縣的非建制地區。

## 歷史
戴蒙德波因特的郵局自1911年營運至今。

## 地理
戴蒙德波因特所處的海拔為高於海平面101米（即331英呎），而該地所採用的時區為UTC-5，即北美东部时区（EST）。同時該地設有夏令時間，為UTC-5調快一小時，即UTC-4（EDT）。